# نوبيون

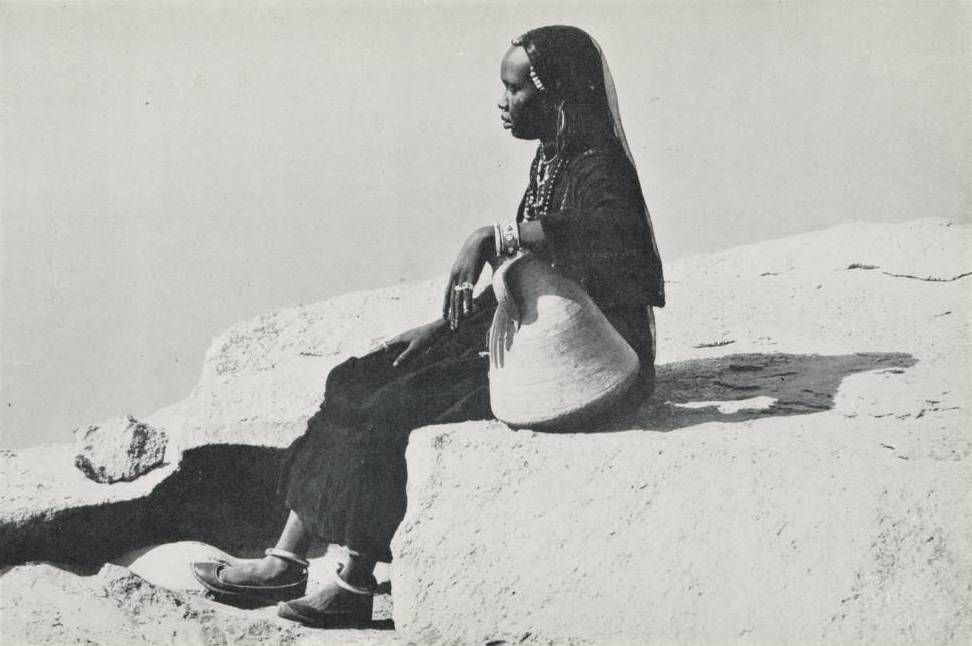
امرأة نوبية سنة 1906م

النوبيون هم مجموعة عرقية ناطقة باللغة النيلية الصحراوية، وهم من السكان الأصليين للمنطقة الواقعة حاليًا شمال السودان وجنوب مصر. يعود أصلهم إلى السكان الأوائل في وادي النيل الأوسط، الذي يعتقد أنه واحد من أوائل مهود الحضارات في العالم. يختلف النوبيون ثقافيًا وعرقيًا في وادي مصر الجنوبي عن المصريين على الرغم من تزاوجهم مع أفراد من جماعات إثنية أخرى، وخصوصًا من العرب. يتحدث النوبيون اللغة النوبية لغةً أم، وهي جزء من لغات شمال شرق السودان، بالإضافة إلى اللغة العربية لغةً ثانية.
عُثر على مستوطنات من العصر الحجري الحديث في المنطقة النوبية الوسطى التي يعود تاريخها إلى 7000 قبل الميلاد، إذ يعتقد أن وادي حلفا هو أقدم مستوطنة في وادي النيل الأوسط. وبين حين وآخر، كانت مناطق من النوبة، وخاصة النوبة السفلى، جزءًا من مصر الفرعونية القديمة، وكانت في أحيان أخرى دولة منافسة تمثل أجزاء من ميروي أو مملكة كوش. وبحلول وقت حكم الأسرة الخامسة والعشرين (744 قبل الميلاد - 656 قبل الميلاد) اتحدت مصر بأسرها مع النوبة، وامتدت جنوبًا إلى ما يعرف اليوم بالخرطوم. ومع ذلك، في 656 قبل الميلاد، استعادت الأسرة السادسة والعشرون الأصلية السيطرة على مصر. عُرف النوبيون القدماء محاربين، واشتهروا بمهاراتهم ودقتهم في استخدام القوس والسهم. وفي العصور الوسطى، تحول النوبيون إلى المسيحية، وأسسوا ثلاثة ممالك: نوباتيا في الشمال، والمقرة في الوسط، وعلوة في الجنوب، ثم اعتنقوا الإسلام أثناء أسلمة منطقة السودان.
يستقر النوبيون المقيمون في مصر اليوم في جنوب مصر بشكل رئيسي وخاصة في كوم أمبو وفي نصر النوبة شمال أسوان، وفي مدن كبيرة مثل القاهرة، فيما يستقر النوبيون السودانيون شمال السودان في المنطقة الواقعة بين مدينة وادي حلفا عند الحدود السودانية المصرية وبين منطقة الدباح. نُقل بعض النوبيين قسرًا إلى خشم القربة وحلفا الجديدة بعد بناء السد العالي في مصر، الذي غمر أرض أسلافهم. وبالإضافة إلى ذلك، تعيش جماعة تدعى ميدوب شمال دارفور، وجماعة تدعى بيرغيد وسط دارفور، وتعيش عدة جماعات معروفة باسم نوبيو التلال شمال كردفان في الحرازة وفي بضع قرى في جبال النوبة الشمالية في ولاية جنوب كردفان.
الجماعات النوبية الرئيسية في النيل من الشمال إلى الجنوب هي: الكنزي (ناطقة بالكنزية الماتوكية)، وفاديكا (ناطقة بالنوبية)، وحلفاوي (ناطقة بالنوبية)، وسوكوت (ناطقة بالنوبية)، وماهاس (ناطقة بالنوبية)، وداناغلا (ناطقة بالأنداندي).

## التاريخ
يعود تاريخ النوبة في فترة ما قبل التأريخ إلى العصر الحجري القديم منذ نحو 300,000 عامًا. بحلول نحو عام 6000 قبل الميلاد، كانت شعوب المنطقة قد طورت اقتصادًا زراعيًا. في تاريخهم، اعتمدوا النظام الهيروغليفي المصري. يصنف التاريخ القديم في النوبة وفقًا للفترات التالية: حضارة المجموعة إيه (3700 - 2800 قبل الميلاد)، وحضارة المجموعة سي (2300 - 1600 قبل الميلاد)، وحضارة كيرما (2500 - 1500 قبل الميلاد)، والنوبيون المعاصرون للمملكة الجديدة (1550 - 1069 قبل الميلاد)، والأسرة الخامسة والعشرون (1000 - 653 قبل الميلاد)، وناباتا (1000 - 275 قبل الميلاد)، وميروي (275 قبل الميلاد - 300/350 ميلادي)، وماكوريا (340 - 1317 ميلادي)، ونوباتيا (350 - 650 ميلادي)، وألوديا (نحو 600 - 1504 ميلادي).
وقد أثبتت الأدلة الأثرية أن المستوطنات السكانية ظهرت في النوبة في وقت مبكر من العصر الحديث الأقرب ومن الألفية الخامسة قبل الميلاد وصاعدًا، في حين أنه لا يوجد «أي دليل ولا حتى دليل ضعيف» على وجود الإنسان في وادي النيل المصري خلال هذه الفترات، وقد تكون مصاعب الحفاظ على الموقع الأثري سببًا في ذلك.
جادل العديد من العلماء بأن الأصول الإفريقية للحضارة المصرية مستمدة من المجتمعات الرعوية التي ظهرت في كل من المنطقتين المصرية والسودانية من وادي النيل في الألفية الخامسة قبل الميلاد.
وأظهرت العديد من الدراسات الأنثروبولوجية البيولوجية وجود قرابة بيولوجية وثيقة بين السكان الجنوبيين ما قبل السلالات وبين المصريين والنوبيين الأوائل.
لاحظ فرانك يوركو (1996) أن تصوير الأيقونات الفرعونية مثل التيجان الملكية وصقور حورس ومشاهد الانتصارات تركزت في حضارة نقادة في صعيد مصر وفي حضارة المجموعة إيه في النوبة السفلية، وأوضح أيضًا أن «الكتابة المصرية نشأت في صعيد مصر أثناء الحضارة النقادية وفي حضارة المجموعة إيه في النوبة السفلية وليس في حضارات الدلتا حيث بدأ الاتصال المباشر بغرب آسيا [مما] يبطل حجة تأثير بلاد ما بين النهرين».
ذكر كريستوفر إيريت في 2023 أن الأدلة الأثرية واللغوية والأنثربولوجية البيولوجية والجينية الموجودة نسبت مواقع تأسيس مصر القديمة إلى سلالات موجودة منذ وقت طويل في شمال شرق إفريقيا والتي شملت مصر والنوبة والقرن الإفريقي الشمالي.
إن التقارب اللغوي بين الحضارات النوبية الأولى أمر غير مؤكد. أشارت بعض الأبحاث إلى أن سكان النوبة الأوائل خلال حضارة المجموعة سي وحضارة كيرما تحدثوا بلغات تنتمي إلى الفروع الأمازيغية والكوشية على التوالي من الأسرة الأفرو-آسيوية. وبالمقابل، تشير أبحاث أحدث إلى أن شعوب حضارة كيرما تحدثوا لغات نيلية صحراوية خاصة بفرع شرق السودان، وتحدثت شعوب حضارة المجموعة سي الموجودة في الشمال باللغة الكوشية، وتلاهم بعد ذلك متحدثو اللغة النوبية الأوائل وتنتمي لغتهم إلى فرع آخر من لغات الشرق السوداني، إحدى أجناس اللغات النيلية الصحراوية. يحتوي نصب انتصار القرن الرابع الميلادي الذي بُني إحياء لذكرى ملك الأكسوم إيزانا على نقوش تصف مجموعتين متميزتين من السكان في النوبة القديمة: سكان «حمر»، وسكان «سود».
على الرغم من أن مصر والنوبة لديهما تاريخ - ما قبل الأسر الحاكمة وتاريخ فرعوني - مشترك، إلا أن التاريخين يتباعدان مع سقوط مصر القديمة وغزو الاسكندر الأكبر لمصر عام 332 قبل الميلاد. في هذه المرحلة، عُرفت الأرض الواقعة بين الجندل الأول والسادس من نهر النيل باسم النوبة.
غزا الفرس مصر في البداية وسموها مزربانية (ولاية فارسية) مودريا، وبعد قرنين من الزمن غزاها الإغريق ومن بعدهم الرومان. مع ذلك وخلال الفترة الأخيرة شكل الكوشيون مملكة ميروي التي حكمتها سلسلة من الكنداكات أو الملكات الأسطوريات. يزعم أسطوريًا أن كنداكة (ملكة) ميروي تمكنت من ترهيب الإسكندر الأكبر وأجبرته على التراجع باستخدام جيش عظيم من الفيلة، بينما تشير الوثائق التاريخية إلى أن النوبيين قد هزموا الإمبراطور الروماني أغسطس قيصر مما أدى إلى معاهدة سلام تخدم مصالح ميروي. هزمت مملكة ميروي الفرس أيضًا، وفي وقت لاحق هزمت النوبة المسيحية الجيوش العربية الغازية في ثلاث مناسبات مختلفة مما أدى إلى معاهدة سلام بينهما سميت باسم معاهدة البقط، التي دامت 600 عامًا، وهي أطول معاهدة في التاريخ. سقطت مملكة النوبة المسيحية في مطلع القرن الخامس عشر مما أدى إلى أسلمتها بشكل كامل، وأعيد توحيدها مع مصر في ظل الدولة العثمانية، وسلالة محمد علي، والحكم الاستعماري البريطاني. بعد استقلال السودان عن مصر عام 1965، انقسمت النوبة والشعب النوبي بين جنوب مصر وشمال السودان.
يتكلم النوبيون المعاصرون اللغات النوبية وهي لغات شرق سودانية تشكل جزءًا من عائلة اللغات النيلية الصحراوية. بُرهن على وجود اللغة النوبية القديمة منذ القرن الثامن الميلادي، وهي أقدم لغة مسجلة في إفريقيا من خارج عائلة اللغات الأفرو-آسيوية.
تتألف النوبة من أربع مناطق ذات مناظر طبيعية وزراعات متنوعة. يمر نهر النيل وواديه من الأجزاء الشمالية والوسطى في النوبة مما يسمح بوجود زراعات مروية. يعتبر غرب السودان مزيجًا ما بين الحياة القروية الزراعية وبين حياة البداوة. يحتوي شرق السودان على البدو في المقام الأول بالإضافة إلى عدد قليل من الأراضي المزروعة والمروية. وأخيرًا، هناك المنطقة الرعوية الخصبة في الجنوب حيث توجد أكبر المجتمعات الزراعية في النوبة.
هيمن على النوبة ملوك من عشائر تسيطر على مناجم الذهب، وتتاجر بالسلع الغريبة والنادرة (العاج وجلود الحيوانات) القادمة من أجزاء أخرى في إفريقيا إلى مصر عبر النوبة.

## اللغة

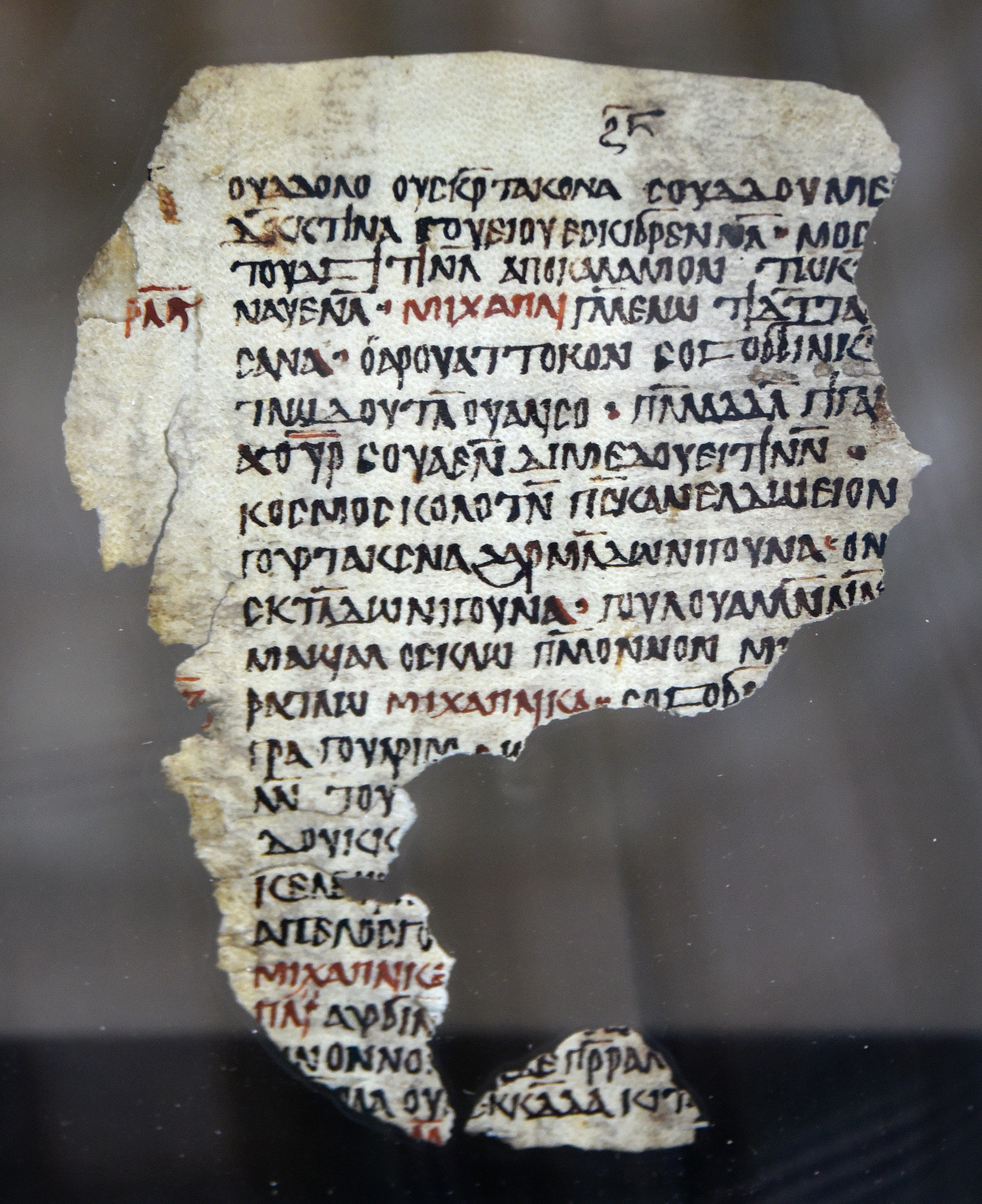
صفحة من كتاب "Liber Institionis Michaelis Archangeli" المكتوب باللغة النوبية القديمة.

يتحدث أهل النوبة اللغة النوبية وتنقسم إلى قسمين أساسيين لغة نوبية نيلية ولغة نوبة الجبال، وتنقسم النوبية النيلية إلى قسمين هما الكنزية/الدنقلاوية والفادجية/المحسية. ويتحدث السكان الحاليون بجانب اللغة النوبية اللغة العربية بطلاقة مع لغات أخرى كالإنجليزية والفرنسية والإيطالية بحكم اختلاطهم بالسائحين والزوار الأجانب.
يتم الاحتفاظ باللغة النوبية القديمة في نحو 100 ألف من الوثائق والمخطوطات التاريخية، ومعظمها ذات طابع ديني مسيحي، في أبجدية يُعتقد أنها تألفت بالاشتراك مع مجموعة متنوعة نسبياً من الأبجدية اليونانية، مع تمديد ثلاث من القبطية، وثلاثة فريدة من نوعها للنوبية القديمة مشتقة من اللغة المروية. وتتراوح هذه الوثائق في التاريخ من القرن 8 إلى 15 الميلادي.

## قراهم في السودان
أولاً: منطقة دنقلا
دنقلا – مقاوادا – الغدار – لتي – كدا كول – عرب حاج – أمنتاقو – ناوا – زرايب – أم كرابيج – أم عقال – تمنار – الكاسورة – الدوم – السليم – أقدي – حامد نارتي – أنقوري – إيماني – السير – الترعة - كلتوس – تبو – كدركة – دبتود – موجراب – دار العوضة – السرارية – أباتة – كمنار – كودي – دبالا – أرقو – البرقيق – رومي البكري – القولد – دمبو – شابتود – الخندق - شيخ شريف – سالي - ملواد– سوري – أوربي – تيتي – الصحابة – لبب – ود نميري – أقجا – مراغة – كابتود – جرادة – الزورات – كويه – دمبو – بركية – كمنية - حفير مشو – كومي – جزيرة مقاصر – بنا – إرس – موسي نارتي – مروارتي – بونارتي – آرتي قاشا – كرمة البلد – وادي خليل – كرمة النزل.
ثانيًا: منطقة المحس
جزيرة بدين (سلنارتي – سقدان غرب – تشي – شبة) – سقدان شرق – كبرنارتي الشرقية (مدوق) – أبوفاطمة (أشكان) – تمبس – كبدي – سميت - تنقار- ساديق – إرو – حبراب – همبكول – مسيدة – فاد – أشاو – كباجا –فقو - تولا- تاجاب – جوقل – أملي – أردوان – ملجاب – نوري – مشكيلة – أمنكنجة - فريق – جدي – سبو – كوسي كوجة – دفوي – كجبار – كدين – كدرمة – كدة موسي – مشيرفة – أقتري – دلقو – سعدفنتي – سعدكورتي – أبوساره – كويمتو – واوا – ماريابود – كوكي – الترعة – سودلي – سيسي – هندكة – قرقود – تنري – كوية – عقولة – صلب – موقة – آرتي مري – شدة - نارارتي – سروج – مقجور – توندي .
ثالثاً: منطقة السكوت وحلفا
عبكة - جمي - ماريا – أشيمتو – أوشبا – حميد – نلوة – نلوتى – أبوراقة - قبة سليم – إرو – صواردة – عبود – كويكة – جزيرة صاي – تبج – عبري – أرنتي – عمارة - آتب – جنس – مفركة – كوشة – فركة – سركمتو – دال – كولب – عكاشة – أمبوكول – ملك الناصر – دويشات – أتيري – سمنا – صرص – مرشد – أمكي - مجراب – دغيم – عنقاش – أرقين – وادي حلفا – دبروسة – إشكيت – دبيرة – سيرينمتو – سيرينتنو – فرص .

## تواجدهم في مصر

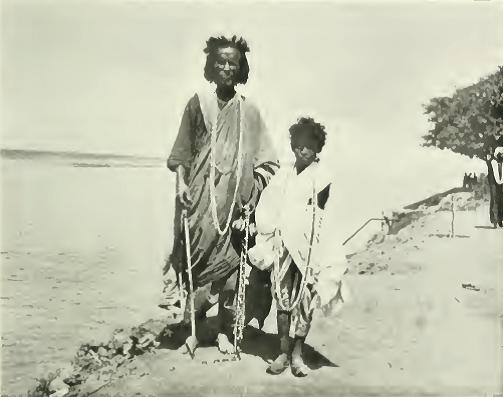
نوبيون في جنوب مصر في مطلع القرن العشرين

### تنقسم بلاد النوبة في مصر إلى ثلاث مناطق

#### منطقة الكنوز
قرشة - المضيق تنقسم لجزئين (كنوز - عرب) من ناحية الشرق لطريق أسوان والسكة الحديد مرواو - ماريا - جرف حسين - كلابشة - أبوهور - المحرقة – السيالة - كشتمنة شرق - كشتمنة غرب - الدكة - دهميت - أمبركاب - دابود ومن ناحية الغرب لطريق أسوان والسكة الحديد قرشة - العلاقي - قورتة ثاني - قورتة أول - قورتة ثالث من ناحية الشرق لطريق أسوان والسكة الحديد .
- منطقة العرب جزء من المضيق - وادي العرب - كروسكو -سنقاري السبوع - شاترمة - المالكي، من ناحية الشرق لطريق أسوان والسكة الحديد .

#### منطقة التهجير الفديجات
الديوان - الدر وتنقالة - إبريم - قتة - الجنينة والشباك - مصمص - عنيبة - أرمنا - توشكي غرب - توشكي شرق - أبو سمبل - قسطل - بلانة أول - بلانة ثاني - بلانة ثالث - أدندان - توماس وعافية - من ناحية الشرق لطريق أسوان والسكة الحديد دار السلام بها خليط من الكنوز والفديجات شرق طريق أسوان الطويسة أغلب سكانها من دابود الحربياب ناحية الغرب لطريق أسوان. دارو الكنوز بها مجموعة من الكنوز ناحية الغرب لطريق أسوان أبو الريش بها مجموعة من الكنوز من ناحية الشرق لطريق أسوان الفوازة بها مجموعة نوبية هاجرت مع تعلية الخزان عام 1933م نجع أبو ضافر بأدفو بها فرع من قبيلة الحقناب
الكنزية من قرشة غرب طريق أسوان والسكة الحديد .

#### منطقة أسوان
قرية غرب أسوان وهي تعتبر أكبر قرية نوبية -الشلال - جزيرة أسوان (سوان آرتي)- عزبة العسكر والمساهمة - تنقار - جبل تقوق - بربر - المحتى - عزبة المنشية - جزيرة سهيل - غرب سهيل -خزان غرب- جزيرة هيسا - منشية النوبة- البيجه- عزبة الحدود- عزبة الدابودية - الكرور - أراشكول - الطيباب - المسي تود-والمناطق التي بها تجمعات نوبية مثل الحصايا- الجُزْيَّرة - جزيرة عواض - الشيخ هارون ـ السيل - الخزان- كيما-المحمودية - الصداقة.

## المناطق السكانية الواقعة في التقسيم الإداري السوداني

### وادي حلفا
وادي حلفا أو حلفا القديمة وتقع في أقصى شمال السودان بالولاية الشمالية وهي من المدن القديمة وكانت مركز القوات الإنجليزية في السودان في فترة الاحتلال. ويتكلم أهلها اللغة النوبية وربما هذا هو تسميتها بحلفا التي تطلق على أسماء مدن عدة لدى الأمازيغ في شمال أفريقيا كما هو الحال بالنسبة لحي الحلفاوين في تونس مثلاً.
كانت تزخر بالعديد من الآثار النوبية والفرعونية الهامة إلى أن تم إغراقها في مياه بحيرة السد العالي وتم نقل أهم آثارها إلى أبو سمبل ومتحف السودان القومي وهي معابد بوهين وسمنة شرق وسمنة غرب وكاتدرائية فرس.
وتمتد حدودها الإدارية جنوبا حتى قرى دال وسركمتو في أقصى شمال السكوت.

### منطقة السكوت
السكوت مسمى نوبي ينطق (بكسر السين وسكون الكاف وضم الواو)، لمنطقة كبيرة تقع جنوب وادي حلفا وتمتد إلى مناطق المحس جنوبا به العديد من المعالم التاريخية القديمة والحديثة نسبيا وبه بعض الآثار الإسلامية، المدينة الوحيدة هي مدينة عبري ويوجد بالمنطقة أيضا مسجدي سيدي عكاشة وقبة الشيخ إدريس، ويتكلم سكان تلك المناطق اللغة النوبية المطابقة تقريبا للغة سكان حلفا.

### المحس

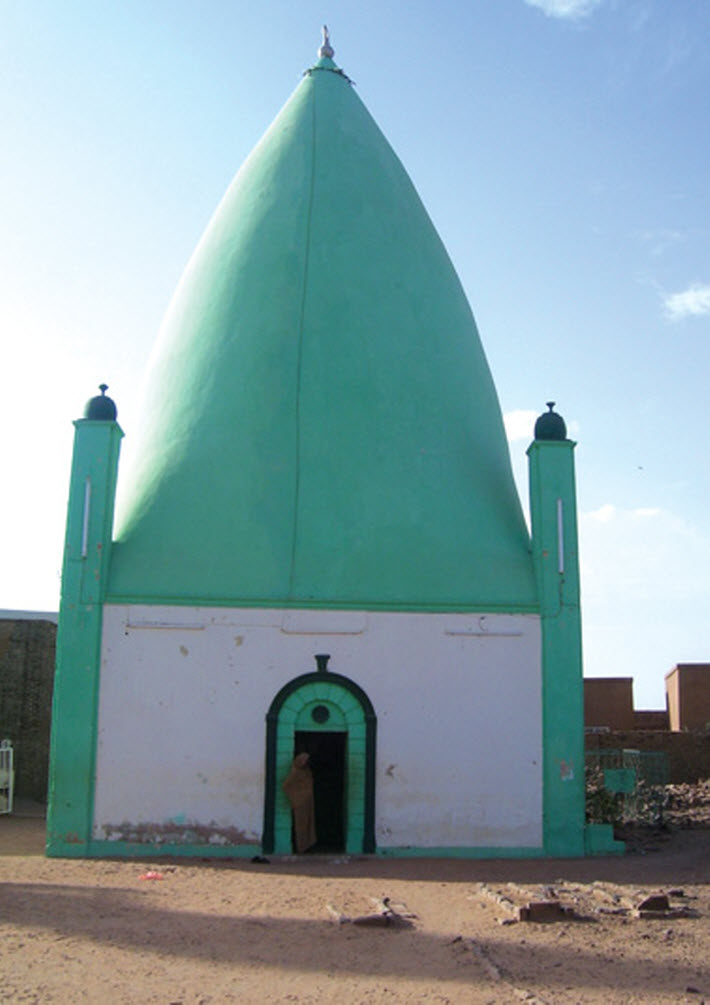
مقام الشيخ إدريس بالعيلفون

المحس من القبائل السودانية النوبية الكبيرة ويقطنون ديار المحس، وغالب ولايات السودان كالولاية الشمالية ونهر النيل وولاية الجزيرة والخرطوم والنيل الأبيض وأرجاء من البطانة وكسلا والبحر الأحمر والقضارف وكردفان وسكن المحس منذ القرن الخامس عشر جزيرة توتي الكبرى بولاية الخرطوم.
وقد اشتهر المحس بنشر العلم الإسلامي والقرآن الكريم واشتهر شيوخهم أيام دولة الفونج ومنهم: إدريس ود الأرباب وأرباب العقائد الخشن، وخوجلي أبو الجاز، وإمام أبو جنزير.

### دنقلا
اللفظ دُنْقُلا مشتق من الدنقل (بضم حرف الدال وتسكين النون ورفع القاف) وهو الطوب الأحمر باللغات النوبية، وسميت كذلك لأن مبانيها كانت تبنى من الطوب الأحمر على خلاف ما جاورها من أمصار مشيدة بالطوب اللبن -الطوب النيء (أي طوب الطين المجفف بالشمس قبل حرقه) وهناك من يقول بأن دنقلا كلمة نوبية تتكون من مقطعين هما «دونقي» أي المال، و«لا» (النافية) أي انعدام المال، وبذلك يشير لفظ دنقي–لا إلى مكان «بلا مال».
ثمة رواية ثالثة تذهب إلى أن الكلمة مركبة من لفظين هما «دا» بمعنى دار و«قُل» (بضم القاف) بمعنى قلب، أو مركز فيكون معنى الاسم «قلب الديار». وتنسب رواية رابعة الاسم إلى ملك نوبي حكم المنطقة يسمى دنقل.
وتطلق الكلمة أيضاً على كل ما هو قوي وصلب ولهذا ينسب البعض اسم المدينة إلى صفة ملكها الدنقل أو، دو- إن - قل بالنوبية أي القوي المقيم في قلعة كبيرة على النيل، بل أن البعض يرى بأن دونقلا هو تحريف لكلمة دور القلاع (أو دار القلعة) نسبة إلى قلعة كبيرة في المكان كانت مطلة على النيل.